# Asin Thottumkal
Asin Thottumkal, nota anche con lo pseudonimo di Asin (Kochi, 26 ottobre 1985), è un'attrice indiana, tra le più famose e apprezzate del cinema indiano.

## Biografia
Attrice e ballerina Bharatanatyam, debutta nel 2001 in Narendran Makan Jayakanthan Vaka, facendosi notare due anni dopo a Tollywood con Amma Nanna O Tamila Ammayi. Negli anni successivi, recita in pellicole di Kollywood e si ritaglia il suo spazio all'interno del cinema meridionale indiano fino a ottenere dei riconoscimenti per il suo contributo in questo campo grazie a prodotti quali Sivakasi (2005), Varalaru (2006), Pokkiri (2007) Vel (2008) e Dasavathaaram (2008). Nel 2008 approda a Bollywood, partecipando a diverse produzioni di notevole successo commerciale.
Nel corso della sua carriera, ha vinto più di trenta premi tra cui il Filmfare Award per la miglior attrice debuttante nel 2009 per Ghajini, il suo debutto bollywoodiano.

## Filmografia parziale
- Ghajini, regia di A.R. Murugadoss (2008)
- Ready, regia di Anees Bazmee (2011)
- Bol Bachchan, regia di Rohit Shetty (2012)